# Aguán
Aguán (hiszp. Rio Aguán) – rzeka w północnym Hondurasie. Jej długość wynosi 240 km. 
Jej źródła znajdują się w południowej części departamentu Yoro, kilkanaście kilometrów na zachód od miasta Yoro. Początkowo na krótkim odcinku płynie w kierunku północnym, a później skręca na wschód. Płynie równolegle do wybrzeża między pasmami górskimi Cerros de Cangreja i Sierra de la Esperanza. Uchodzi deltą do Morza Karaibskiego. Ważniejsze miasta nad rzeką to San Lorenzo (20,7 tys. mieszk.) i Olanchito (22,6 tys.)
W środkowym biegu dolina Aguán wykorzystywana jest rolniczo, głównie pod plantacje bananów. Dolny bieg, gdzie rzeka rozdziela się na liczne odnogi, jest bagnisty i nieprzydatny rolniczo. Dolina rzeki wykorzystywana jest przez ciągi komunikacyjne: drogowy z San Pedro Sula przez Yoro na wybrzeże do Trujillo i Puerto Castilla oraz kolejowy, tylko w środkowym biegu, z San Lorenzo przez Olanchito i odbijający na północ do La Ceiba.
W 1998 w wyniku obfitych opadów podczas huraganu Mitch rzeka Aguán wylała, a jej wezbrane wody zniszczyły wiele osiedli w dolinie.